# Alméry Lobel-Riche
Pour les articles homonymes, voir Lobel et Riche (homonymie).
Alméry Lobel-Riche, de son vrai nom Alméric Joseph Riche, né le 3 mai 1877 à Genève de parents français, mort le 11 mai 1950 à Paris, est un peintre, graveur, illustrateur français connu du public notamment pour ses représentations du monde de la galanterie.

## Biographie
Fils de Alméric Louis Riche et de Mathilda Demonfaucon, Alméric Riche fait ses études aux Beaux-Arts de Montpellier puis à Paris à partir de 1895.
Il épouse, en premières noces, à Paris, le 29 août 1907, Solange Joséphine Clémentine Paviot (1877-1960) dont il divorce le 24 juillet 1936.
Il épouse, en secondes noces, à Neuilly-sur-Seine, le 15 décembre 1936, Odette Marie Marcelle Vandal (1904-1997).
Élève de Léon Bonnat, d'Antoine Calbet et de Paul Saïn, il expose très tôt ses peintures au salon des artistes français où il reçoit plusieurs encouragements spéciaux, une mention honorable et la médaille d'argent.
Pour ses premiers travaux, il illustre des romans paraissant sous forme de brochure, tel L'Oncle Scipion d'André Theuriet (1907).
Durant l'occupation, lors de la Seconde Guerre mondiale, Lobel-Riche choisit de s'installer à Meymac, en Corrèze, d’où sa femme est originaire. Il réside alors dans la maison Durand face à l'église, à l'angle de la rue Saint-Jean. C’est d’ailleurs au cimetière de Meymac qu’il demandera à être enterré.
Au cours de ce séjour forcé, il pratique principalement la peinture, son matériel de gravure et de lithographie étant resté dans son atelier parisien. Car si Lobel-Riche est un excellent peintre, il a acquis sa notoriété par son talent de graveur, qui maîtrise aussi bien les techniques de l'eau-forte, de la pointe sèche que de la gravure sur bois.

### Citation
Pierre Mac Orlan a écrit à son sujet :

« Lobel-Riche fut toujours un artiste profondément attiré par les disciplines éprises de calme et d'équilibre, que la beauté féminine domine quand elle a dépassé les créations un peu faciles de la galanterie. Dans le monde de ses dessins classiques et savants dans leur classicisme, la lumière originelle est celle de la beauté conçue dans les mythologies esthétiques. »

### Décorations et distinctions
- Mention honorable au salon des artistes français de 1904[6] et 1914[7]
- Salon de 1905 : encouragement spécial de 500 francs, dans la section peinture[8]
- Salon de 1907 : encouragement spécial de 1 000 francs, dans la section peinture[9]
- 1913 : officier de l'instruction publique[10]
- Salon de 1920 : médaille d'argent, dans la section gravure et lithographie, pour ses eaux-fortes[11]
- 14 janvier 1922 : chevalier de la Légion d'honneur[6]

## Œuvres

### Peintures et gravures (sélection)

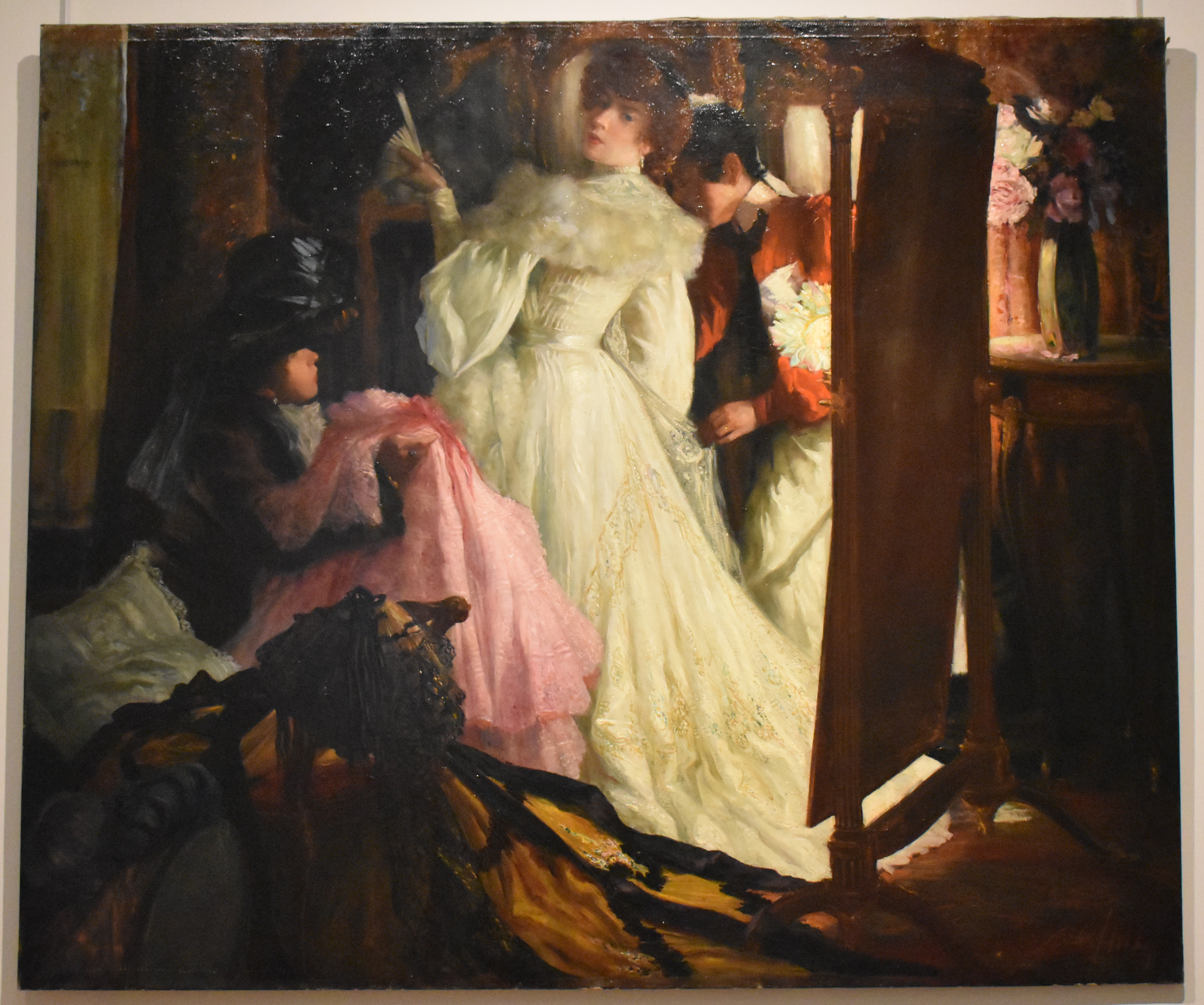
La Marchande à la toilette, Salon 1904 (Musée des Beaux-Arts de Carcassonne).

- La Marchande à la toilette, Salon 1904 (Musée des Beaux-Arts de Carcassonne).Les Abandonnées au dispensaires, présentée au salon de 1902[12]
- La Marchande à la toilette, présentée au salon de 1904[13]
- La Visite à la Chiromancienne, présentée au salon de 1905[14], pour laquelle il reçoit un encouragement spécial[8]
- Devant la psyché, eau-forte présentée au salon de 1906[3]
- Le Soir sur l'étang, présentée au salon de 1910[15]
- Morphinomane, eau-forte présentée au salon de 1914[16], pour laquelle on lui décerne une mention honorable[7]
- Bars, collection de dix planches en eau-forte présentée au salon de 1914[16], pour laquelle on lui décerne une mention honorable[7]
- Fleurs du mal, d'après l’œuvre de Charles Baudelaire, présentée au salon de 1920[17] et pour laquelle il reçoit la médaille d'argent[11]
- La Danse, présentée au salon de 1920[17] et pour laquelle il reçoit la médaille d'argent[11]

### Ouvrages
- Lobel-Riche, Alméry et Coquiot, Gustave, Poupées de Paris, bibelots de luxe : Composition et gravure originale de Lobel-Riche., Paris, A. Romagnol, 1912.

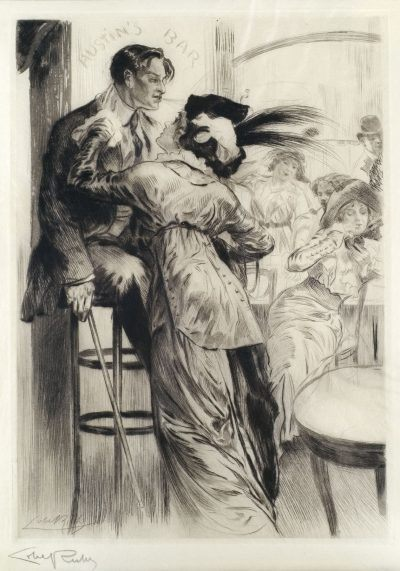
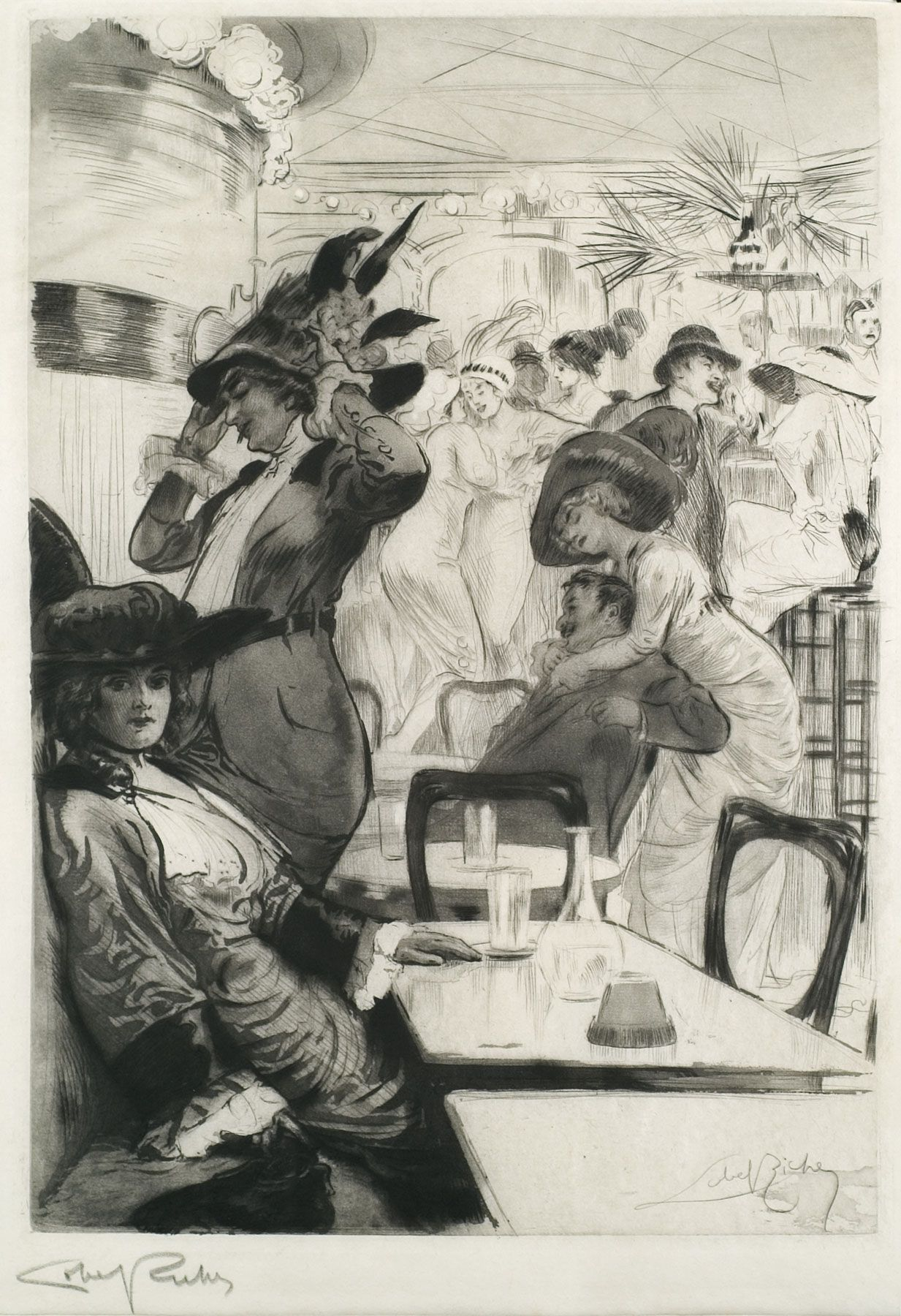
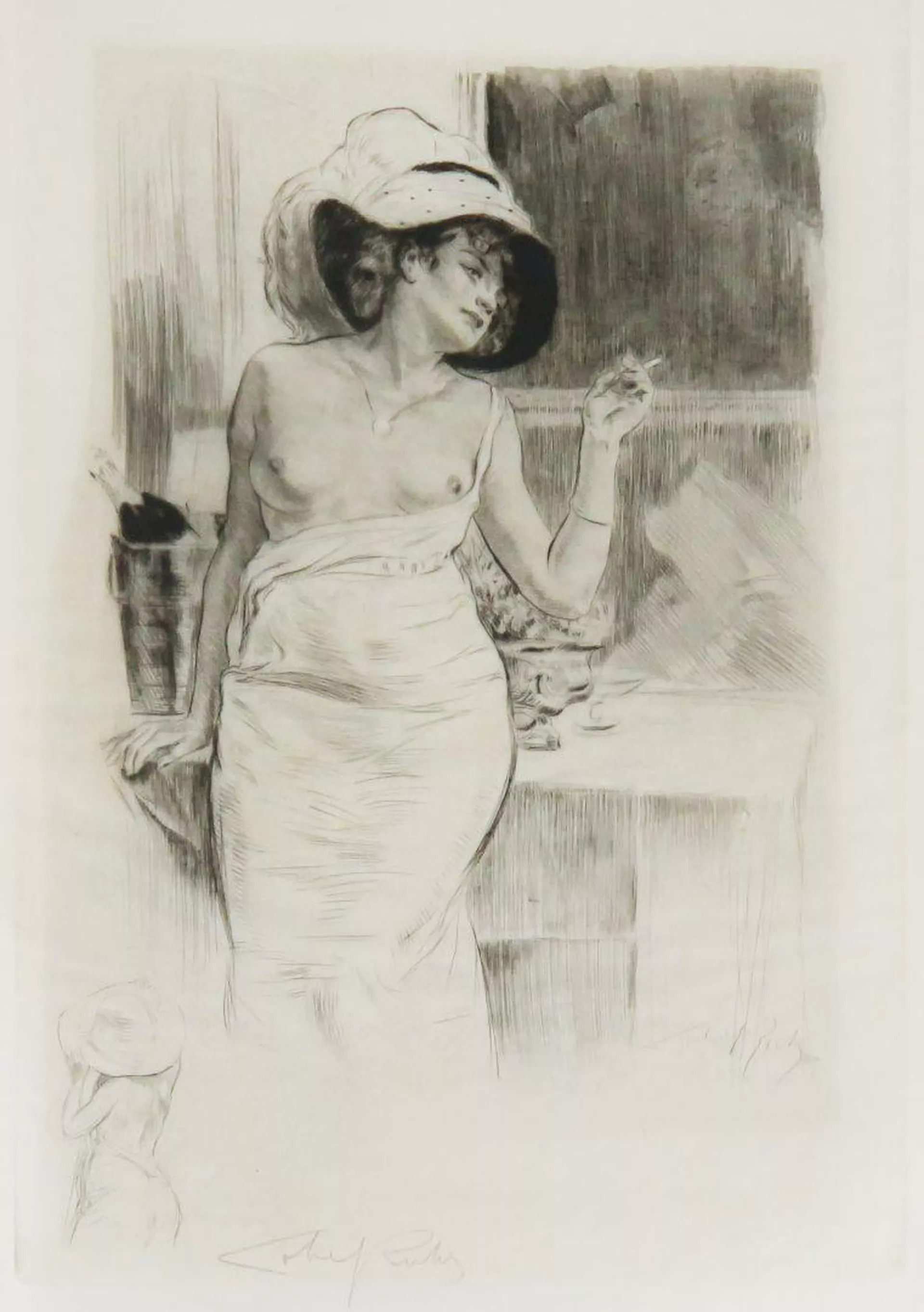
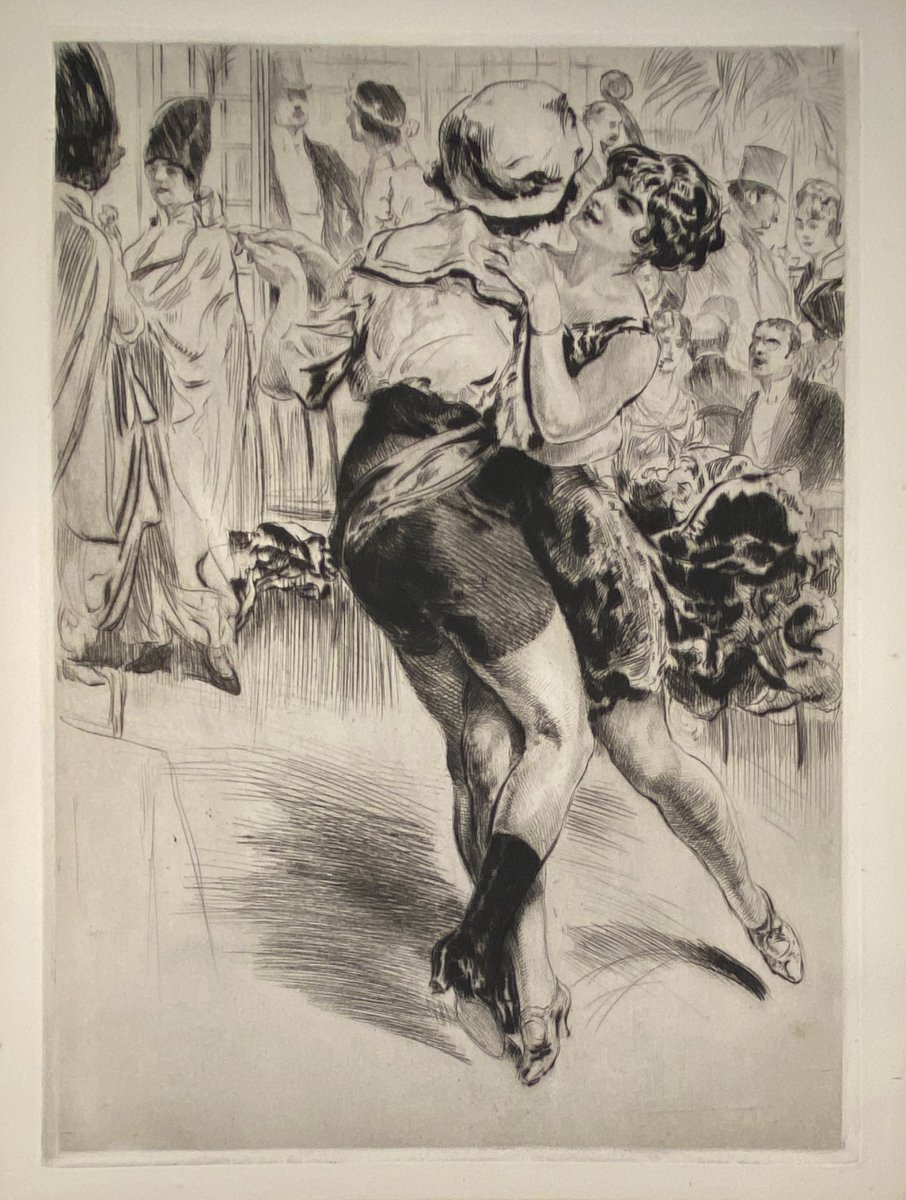
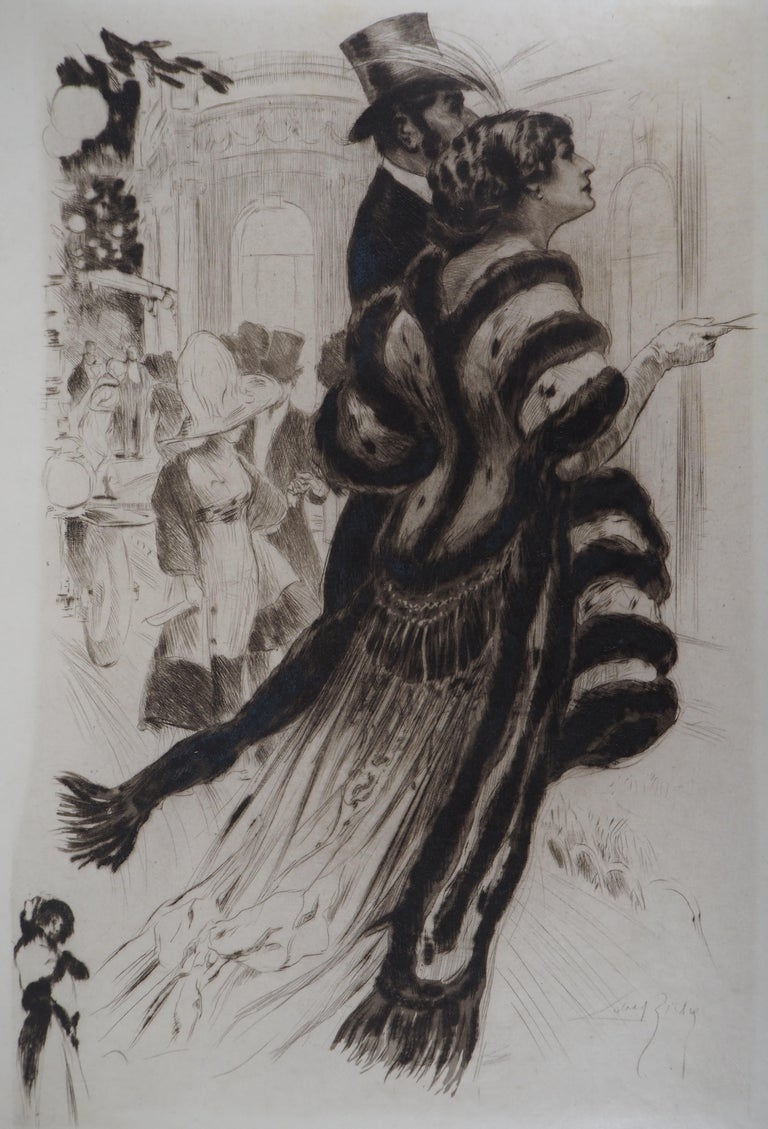

### Bibliophilie
Apprécié par de nombreux bibliophiles, Lobel-Riche figure dans de grandes collections ainsi que des musées. Il a illustré plus d’une trentaine d’ouvrages ; parmi les plus célèbres :
- Femmes (Paul Verlaine), sans date (« imprimé sous le manteau et ne se vend nulle part »)
- L'Ère "petitpaon" ou la Paix Universelle (Henri Austruy), 1906[18]
- La Rançon du Bonheur (Jean Marthy), 1907[19]
- La Femme et le Larron (Georges Beaume), Paris, éditions Louis Michaud, 1907[20]
- Marcelin Gayard (Léon Frapié), Paris, éditions Calmann-Lévy, 1908[21]
- couverture de Contes pour les amoureuses (Gaston Derys), 1909[22]
- Elle et Lui (George Sand), Paris, réédition aux éditions Calmann-Lévy, 1909
- Les Diaboliques (Barbey d'Aurevilly), Paris, A. Romagnol, 1910-1911 ; nouvelle éd. avec sept compositions originales hors-texte de Lobel-Riche, Paris, Rombaldi[23], 1937
- Les Vrais Riches (François Coppée), Paris, éditions Calmann-Lévy, 1910[24]
- Poil de carotte (Jules Renard), 1911
- La Conquête de Plassans (Émile Zola), Paris, éditions Calmann-Lévy, 1912[25]
- Le Spleen de Paris (Charles Baudelaire), 1921
- L’Atlantide (Pierre Benoit), 1922
- La Fille aux yeux d'or (Honoré de Balzac), Paris, éditions Briffaut, 1923[26]
- Les Fleurs du mal (Charles Baudelaire), préface de Camille Mauclair ; illustrations et eaux-fortes originales de Lobel-Riche, Paris, Cercle Grolier, 1923[27] Familier de Baudelaire, Lobel-Riche écrit sur lui : « Le poète des Fleurs du Mal est le premier, le plus grand poète de la femme moderne. Beaucoup le chanteront après lui, mais il est resté le Maître et le Modèle. »
- Chéri (Colette), 1925
- Le Journal d'une femme de chambre (Octave Mirbeau), 1926
- La Maison Tellier (Guy de Maupassant), 1926
- Les Luxures (Maurice Rollinat), extrait des Névroses, 1929
- Les Chansons de Bilitis (Pierre Louÿs), Rombaldi éditeur, 1937
- Salammbô (Gustave Flaubert), avec cinq compositions originales en couleurs de Lobel-Riche, reproduites en taille douce Paris, Rombaldi[28], 1939

En collaboration :
- Trois Contes de Gustave Flaubert, avec six compositions originales en couleurs de Chahine, Lobel Riche, Chimot, Rombaldi, 1936

## Expositions
En 1920, il expose à la galerie Devambez toute une série de vues et de gens du Maroc. Ses œuvres y sont à nouveau exposées, à l'automne 1921, à l'occasion de l'exposition annuelle des « Cents dessins ».
En novembre 1922, il participe à l'exposition organisée par Armand Dayot, chez Georges Petit, ayant pour thème « Le Maroc ».
Plus connu pour ses gravures, il expose, en 1941, à la librairie Masson, à Lyon, ses peintures de paysages de Corrèze où il est alors réfugié.
Une rétrospective posthume de son œuvre est inaugurée, en 1951, dans une galerie d'art de la rue du Faubourg Saint-Honoré, par Henri Queuille, président du Conseil, et Georges Huisman, directeur des Beaux-Arts.